# Cecilové

Původní erb rodu Cecilů

Cecilové jsou anglický šlechtický rod, z nějž se stala významná politická dynastie v dějinách Velké Británie. Mocenský vzestup zahájil William Cecil, první ministr královny Alžběty I., jeho nástupcem byl syn Robert, první ministr za Jakuba I. V 17. století se rod rozdělil na dvě linie markýzů z Exeteru a markýzů ze Salisbury. Koncem 19. století byl trojnásobným premiérem 3. markýz ze Salisbury, z jeho mladších synů vynikl lord Robert Cecil, mezinárodně uznávaný pacifista a v roce 1937 nositel Nobelovy ceny míru.
Současným hlavním představitelem rodu je konzervativní politik Robert Cecil, 7. markýz ze Salisbury (*1946), který byl v letech 1994–97 předsedou Sněmovny lordů. Dvanáct členů rodu obdrželo nejvyšší vyznamenání Spojeného království, Podvazkový řád.

## Dějiny rodu
Rod Cecilů se připomíná poprvé v 15. století v okolí města Stamford, které pak členové rodu až do 20. století zastupovali v Dolní sněmovně. Prvním doloženým předkem je David Cecil, který byl počátkem 16. století ve Stamfordu členem městské rady, později získal i statky v okolí. Jeho syn Richard (1495–1553) byl již bohatým statkářem a dvořanem, v další generaci vynikl William Cecil (1520–1598), který se stal prvním ministrem královny Alžběty I., vybudoval honosná sídla na venkově i v Londýně a jeho dva synové založili dvě dodnes žijicí rodové větve hrabat a později markýzů z Exeteru a ze Salisbury.

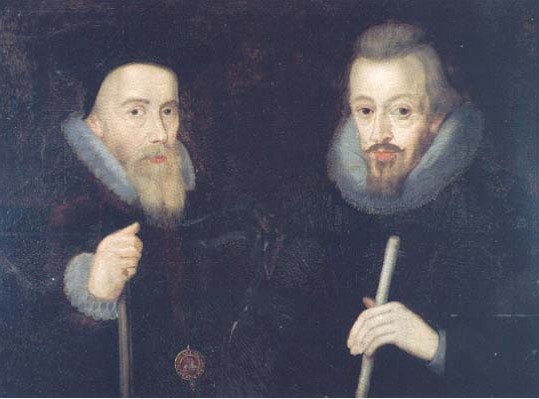
Dvojportrét Williama Cecila a jeho syna Roberta z roku 1596

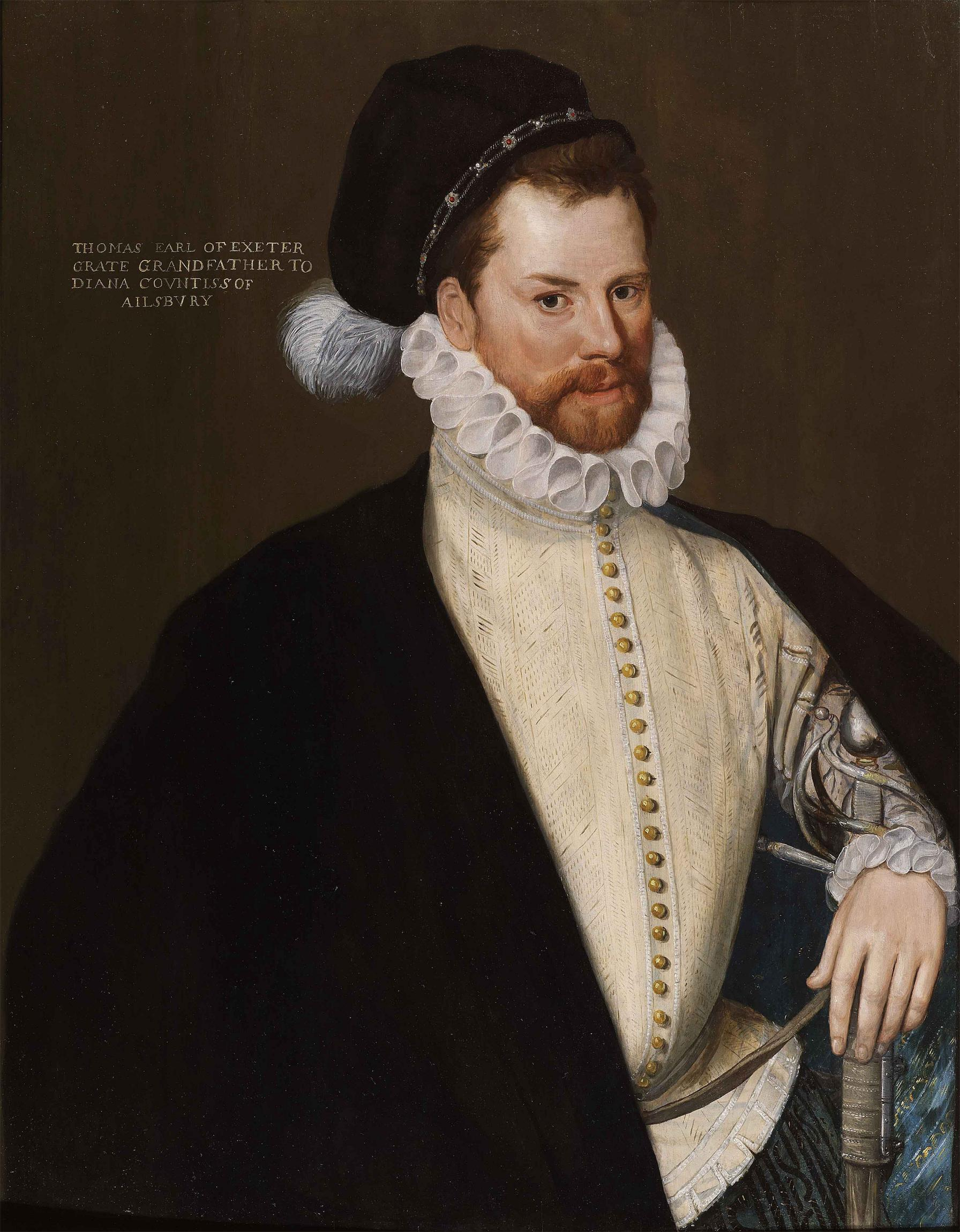
Thomas Cecil, 1. hrabě z Exeteru, portrét holandského malíře Cornelise Ketela

### Linie hrabat a markýzů z Exeteru
Zakladatelem linie hrabat a markýzů z Exeteru byl Thomas Cecil (1542–1622), starší syn Williama Cecila. Zastával sice řadu funkcí, ale nedosáhl významu svého mladšího bratra Roberta. V roce 1602 byl povýšen na hraběte z Exeteru. V dalších generacích se tato větev ve veřejném dění angažovala jen minimálně. John Cecil, 5. hrabě z Exeteru (1648–1700), vynikl jako mecenáš umění, mimo jiné byl patronem spisovatele Matthewa Priora, který se pak stal vychovatelem v jeho rodině. Na svém sídle Burghley House podnikl 5. hrabě z Exeteru řadu úprav a soustředil zde bohatou sbírku italského malířského umění.

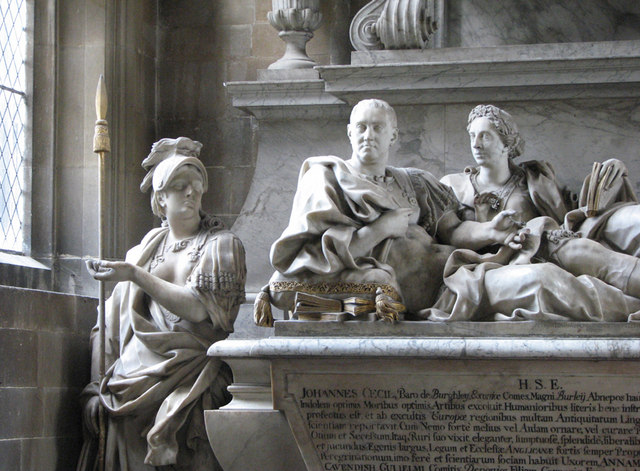
Hrobka 5. hraběte z Exeteru v kostele sv. Martina ve Stamfordu

Na markýze byl v roce 1801 povýšen Henry Cecil, 10. hrabě z Exeteru (1754–1804), který měl široké spektrum zájmů, věnoval se úpravám zděděného sídla Hanbury Hall a politikou se zabýval jen okrajově. Byl ale stoupencem toryů a ve Sněmovně lordů několikrát podpořil vládní návrhy, takže nakonec získal titul markýze, který krátce předtím získali i příbuzní z linie hrabat ze Salisbury. V dalších generacích se markýzové z Exeteru a jejich příbuzní v politice angažovali jen minimálně, až ve 20. století vynikl David Cecil, 6. markýz z Exeteru (1905–1981), který se od mládí věnoval atletice a v roce 1928 získal zlatou medaili za běh na 400 metrů na letní olympiádě v Amsterdamu. Později byl guvernérem na Bermudách (1943–1945) a dlouholetým členem Mezinárodního olympijského výboru. V čele této linie dnes stojí jeho synovec Michael Cecil, 8. markýz z Exeteru (*1935).

### Linie hrabat a markýzů ze Salisbury

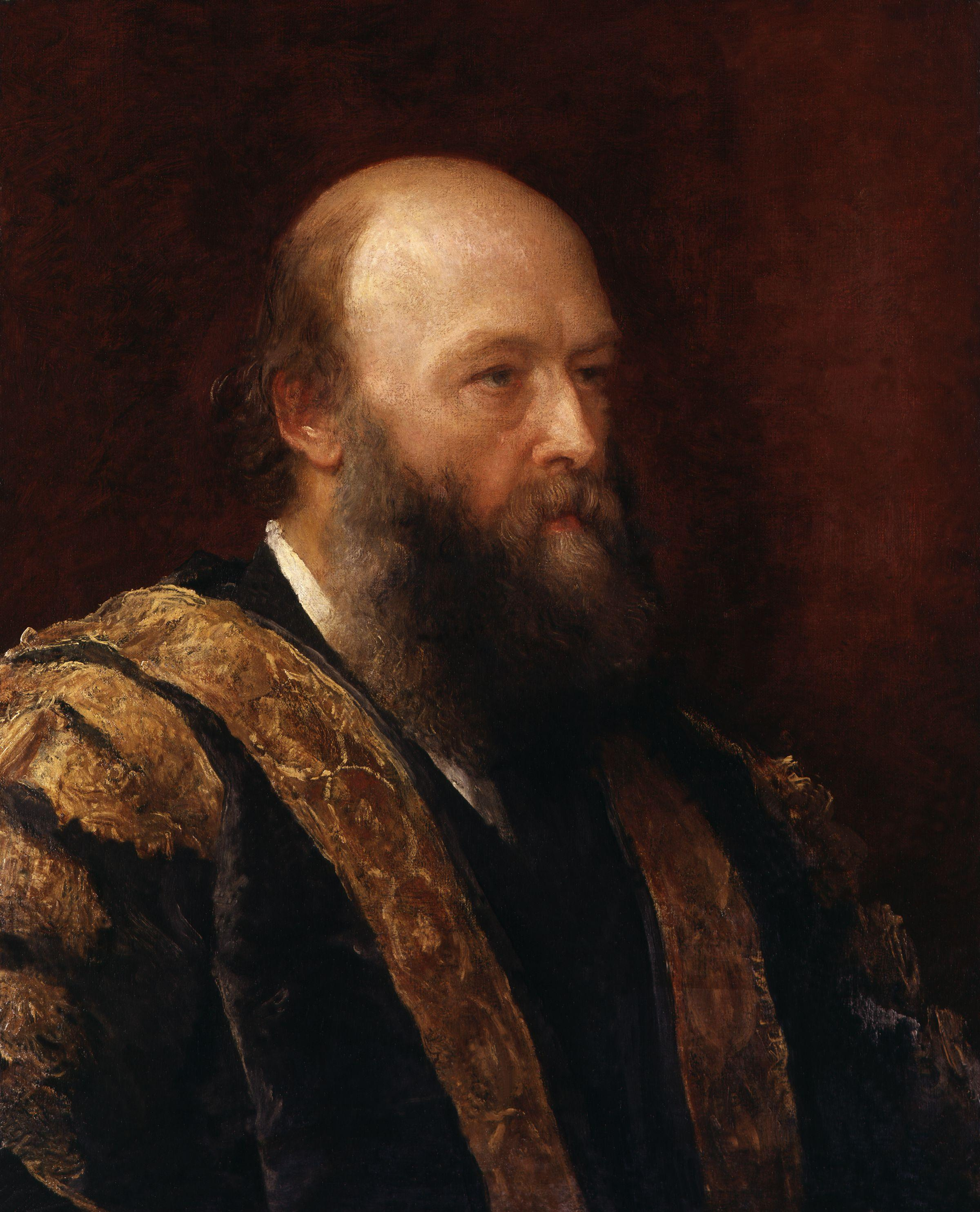
Robert Cecil, 3. markýz ze Salisbury, trojnásobný ministerský předseda Spojeného království, portrét od G. F. Wattse v Národní galerii v Londýně

Na počátku větve hrabat a markýzů ze Salisbury stál Robert Cecil, 1. hrabě ze Salisbury (1563–1612), který byl dlouholetým prvním ministrem Alžběty I. a Jakuba I. Na hraběte ze Salisbury byl povýšen v roce 1605, rodového postavení zužitkoval i jeho syn William. V politických aktivitách pak v dalších generacích došlo k útlumu, až James Cecil, 7. hrabě ze Salisbury (1748–1823), zastával řadu let vysoké dvorské posty a v roce 1789 byl povýšen na markýze. Jeho vnuk Robert Cecil, 3. markýz ze Salisbury (1830–1903), byl třikrát premiérem Velké Británie, v moderní historii byl nejvýznamnějším zástupcem rodu jeho mladší syn Robert Cecil, 1. vikomt Chelwood (1864–1958), prezident Společnosti národů a v roce 1937 nositel Nobelovy ceny míru.
Významnými osobnostmi v oblasti politiky byli 4. a 5. markýz ze Salisbury. V dalších oborech vynikli ve 20. století i další členové rodu. Lord David Cecil (1902–1986), nejmladší syn 4. markýze ze Salisbury, proslul jako spisovatel, byl též profesorem anglické literatury v Oxfordu a kurátorem Národní galerie. Jeho syn Jonathan Cecil (1939–2011) se stal hercem, hrál v divadle, filmu a televizi. Lord Richard Cecil (1948–1978), mladší syn 6. markýze ze Salisbury, byl vojákem a novinářem, byl zavražděn v Rhodesii. Jeho starší bratr Robert Gascoyne-Cecil, 7. markýz ze Salisbury (*1946), se od mládí angažuje v politice a v letech 1994–1997 byl předsedou Sněmovny lordů. Hodnota majetku rodiny v pozemcích, nemovitostech a uměleckých sbírkách se odhaduje na 250 miliónů liber.

## Rodová sídla

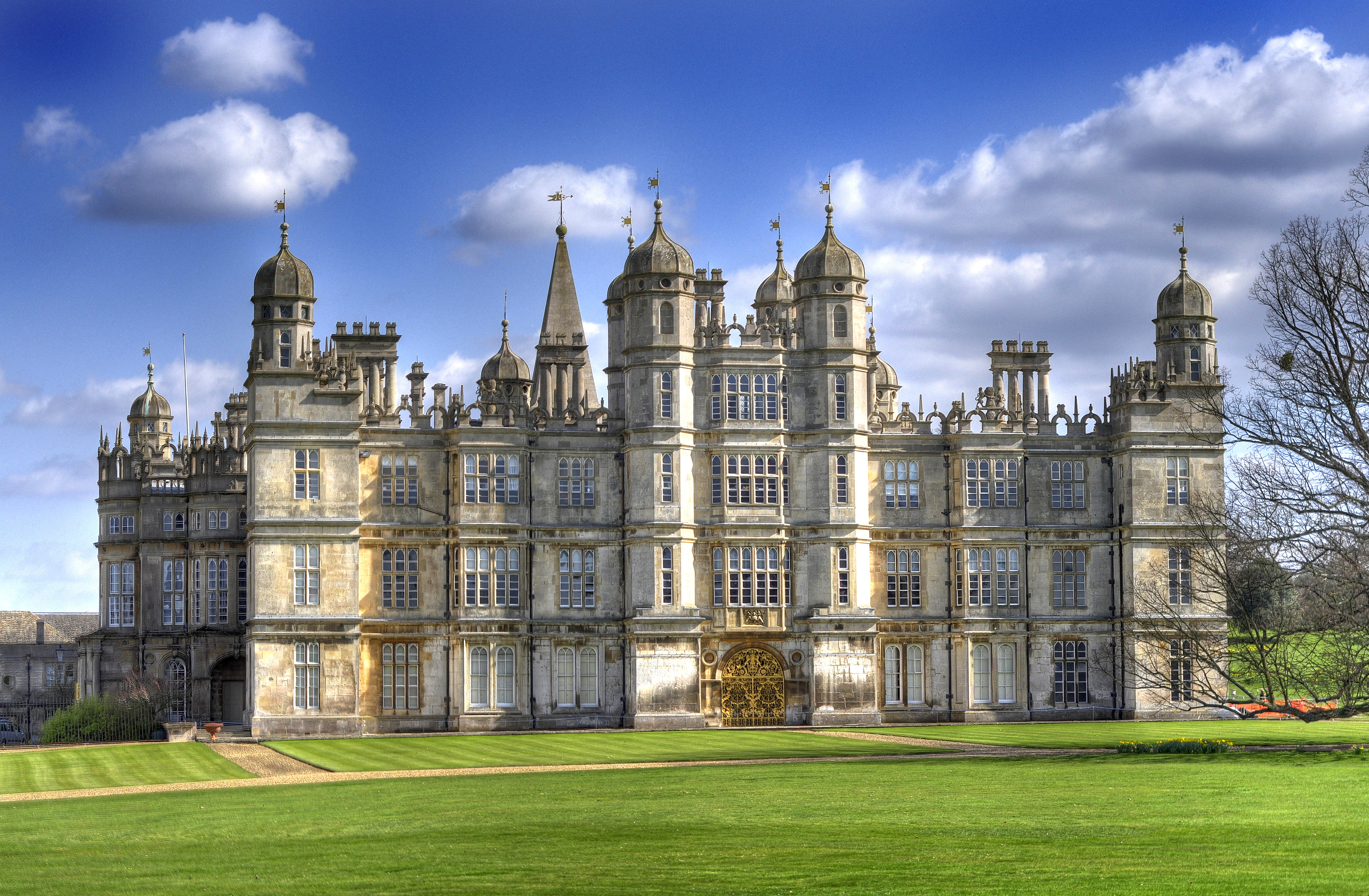
Zámek Burghley House (hrabství Hertfordshire)

### Burghley House
Zámek Burghley House patří k nejvýznamnějším anglickým památkám 16. století a dodnes je majetkem markýzů z Exeteru. Zámek nechal vystavět William Cecil v letech 1558–1587 a je ukázkovým příkladem alžbětinské architektury. Jeho význam spočívá především v dochované původní podobě exteriérů, které podtrhují monumentální rozměry zámku. Na počest královny Alžběty I. byl vystavěn na půdorysu písmene E (= Elizabeth), pozdější stavební úpravy sice tento efekt setřely, ale původní architektonický styl zůstal zachován. Zámek zahrnuje 35 velkých sálů a více než přes 80 dalších menších pokojů.
Již v 17. století byly zazděny arkády na nádvoří, další stavební úpravy proběhly ve druhé polovině 18. století za 9. hraběte z Exeteru, tehdy také došlo k proměnám interiérů a zřízení parku pod vedením významného zahradního architekta Capability Browna. Do majetkových poměrů rodiny zasáhla vysoká dědická daň po smrti 5. markýze z Exeteru (1956), do zásahů ve vnitřním vybavení a uměleckých sbírkách ale nedošlo. V roce 1961 byl zámek zpřístupněn veřejnosti. Díky dochovanému autentickému exteriéru bývá často využíván pro filmování.

### Hatfield House

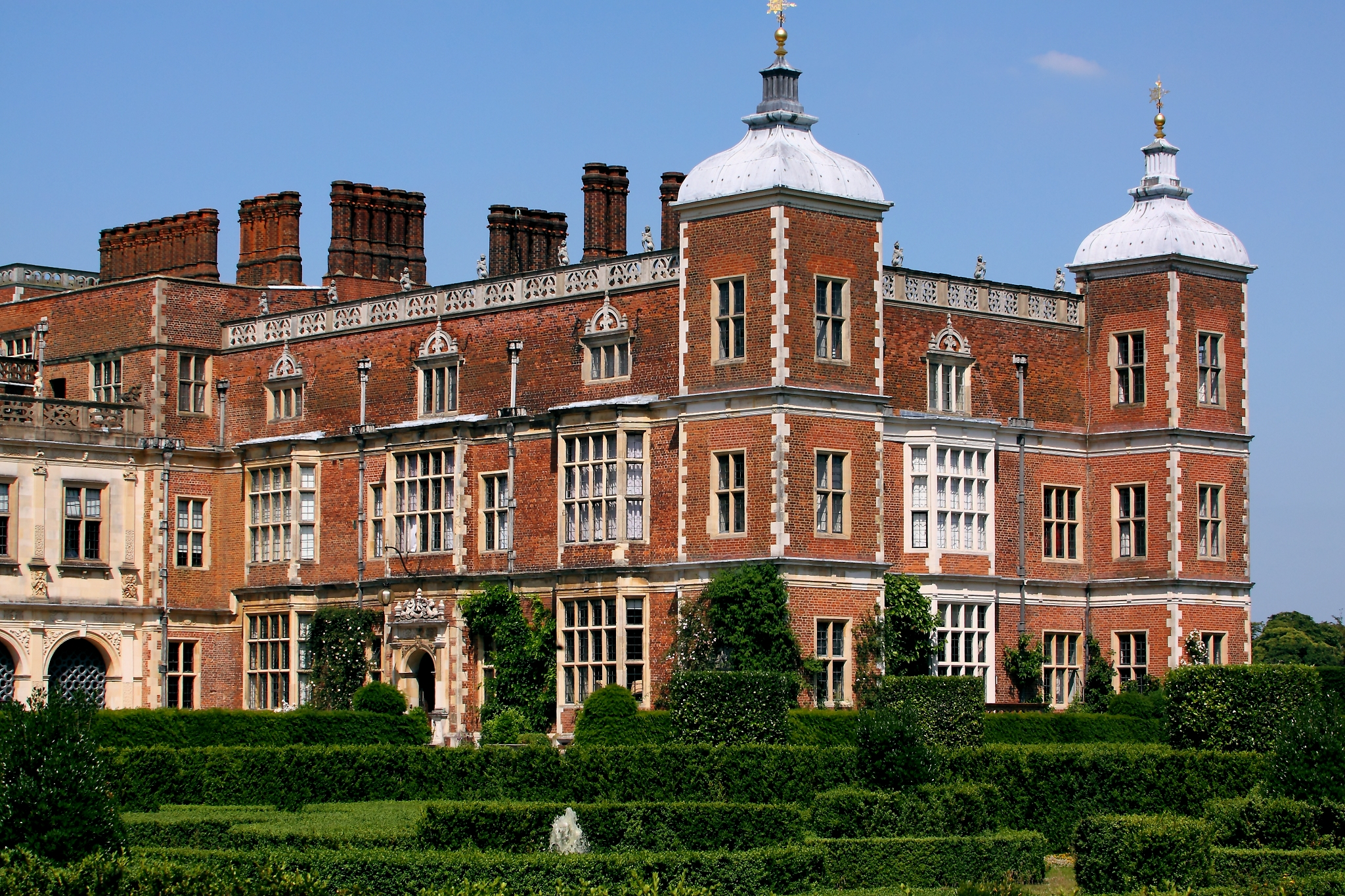
Zámek Hatfield House v Lincolnshire

Hlavním sídlem hrabat a markýzů ze Salisbury je zámek Hatfield House v sousedství městečka Hatfield severně od Londýna. Původně zde byl královský palác, kde své dětství trávila Alžběta I., její nástupce Jakub I. přenechal panství svému oblíbenému prvnímu ministrovi Robertu Cecilovi, 1. hraběti ze Salisbury. Ten nechal v roce 1608 zbořit starý královský palác a na jeho místě vznikl na půdorysu písmene U nový zámek, který ve svých rozměrech a architektonickém pojetí patří dodnes k významným památkám z doby Jakuba I.
Součástí areálu byla od počátku 17. století hodnotná zahrada, jejíž součástí byly terasy, fontány, bludiště a záhony s rostlinami, které do té doby v Anglii nebyly pěstovány. V 18. století byly zahrady zanedbány, až ve 20. století došlo k obnově do původní podoby. Zámek je dodnes majetkem markýzů ze Salisbury, ale reprezentační prostory jsou přístupné veřejnosti. Exteriéry zámku často využívají také filmaři.

### Další sídla rodu Cecilů

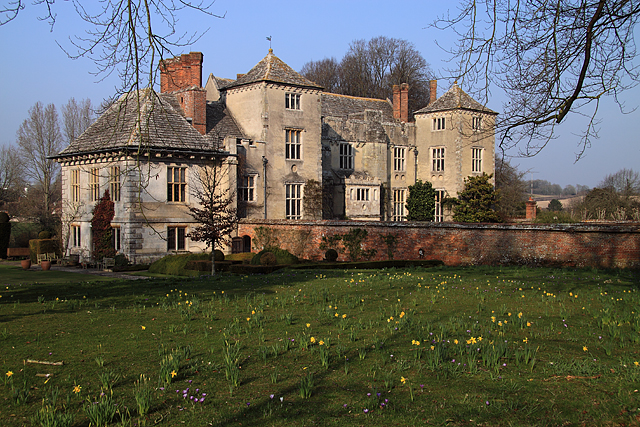
Zámek Cranborne Manor v Dorsetu

Za Williama Cecila se do vlastnictví rodu dostaly dva honosné domy v Londýně, podle jeho synů později označované jako Exeter House a Salisbury House. Ani jeden z nich již neexistuje, oba padly za oběť nové výstavbě v 19. století. Poblíž Londýna byl významným sídlem venkovský dům Wimbledon Manor House. Toto panství koupil v roce 1576 Thomas Cecil, 1. hrabě z Exeteru, který zde nechal postavit honosný zámek, pozdějšími četnými přestavbami ale dávno zapomenutý. V majetku Cecilů byl jen do roku 1638, kdy jej po smrti vikomta Wimbledona koupil král Karel I. Zámek Snape Hall v hrabství Yorkshire nechal vybudovat také 1. hrabě z Exeteru, který zdejší panství získal sňatkem. Přestože zde vzniklo poměrně rozsáhlé sídlo se čtyřmi věžemi, další generace zámek zanedbávaly, protože centrem jejich pozornosti byl zámek Burghley House. Zámek Snape Hall přešel v roce 1798 prodejem na rodinu Milbank. Podobně v linii markýzů ze Salisbury je méně významným sídlem poblíž Salisbury venkovský dům Cranborne Manor v Dorsetu. Od tohoto sídla byl odvozen titul vikomta Cranborne, který tradičně užívá dědic markýze ze Salisbury. Zámeček Cranborne má svou podobu z počátku 17. století, kdy jej nechal přestavět Robert Cecil, dodnes je majetkem markýzů ze Salisbury, ale bývá často pronajímán pro společenské akce.
Zámek Childwall Hall na předměstí Liverpoolu patřil Cecilům v letech 1821–1947. Jeho původní majitelé z rodu Gascoyne jej nechali přestavět počátkem 19. století podle projektu významného architekta Johna Nashe. Sňatkem jej v roce 1821 získal 2. markýz ze Salisbury, který také přijal jméno Gascoyne. Cecilové zde ale pobývali jen výjimečně a po smrti 4. markýze ze Salisbury (1947) nabídli zámek správě hrabství, která zde pak zřídila školu.

## Významné osobnosti

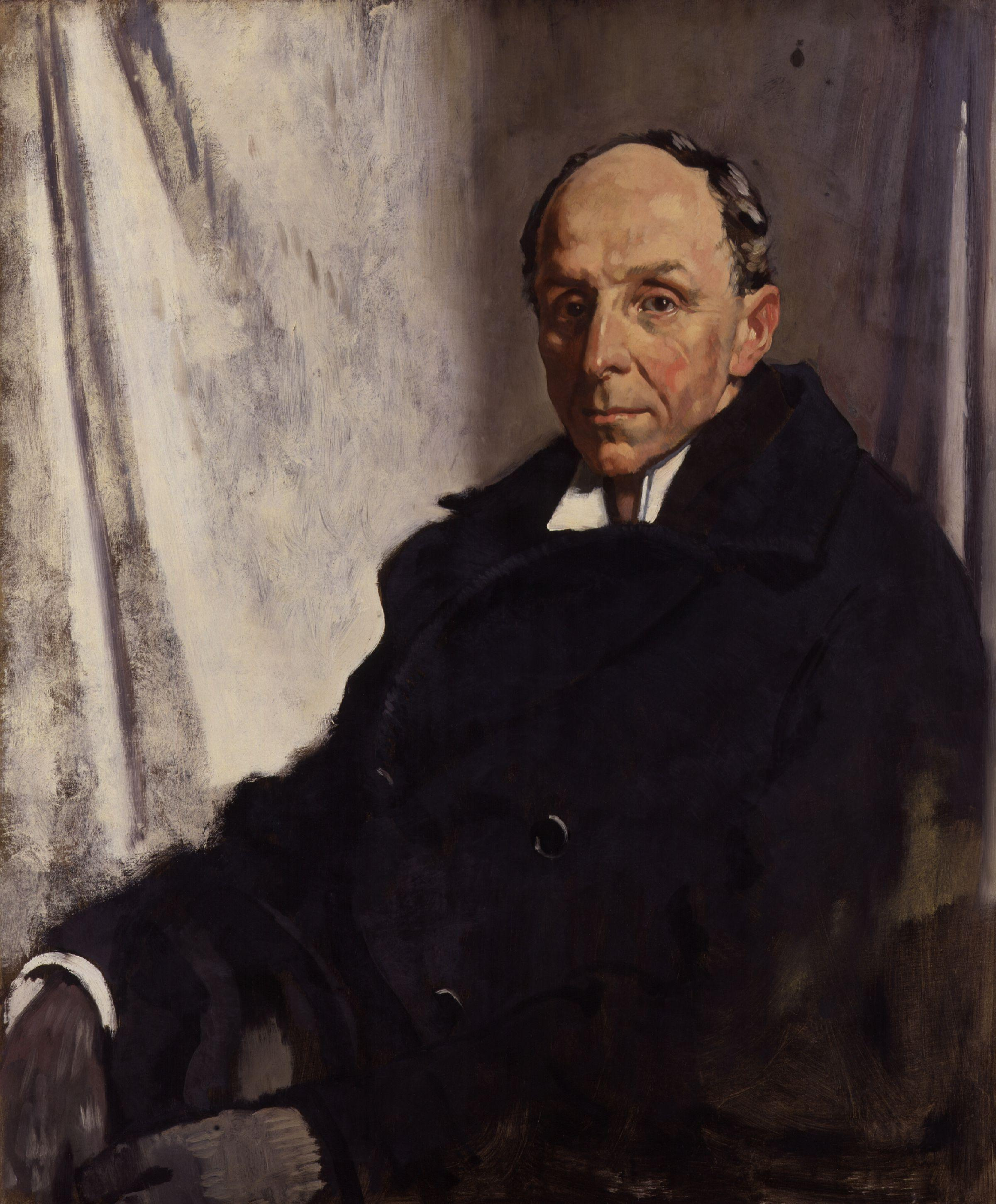
Robert Cecil, 1. vikomt Chelwood (1864–1958), nositel Nobelovy ceny míru 1937

- William Cecil, 1. baron Burghley (1520–1598), první ministr Alžběty I.
- Robert Cecil, 1. hrabě ze Salisbury (1563–1612), první ministr Jakuba I.
- Edward Cecil, vikomt Wimbledon (1571–1638), admirál
- William Cecil, 2. hrabě ze Salisbury (1591–1668), vojevůdce a politiky z doby občanské války
- James Cecil, 2. markýz ze Salisbury (1791–1868), konzervativní politik
- Robert Arthur Cecil, 3. markýz ze Salisbury (1830–1903), ministerský předseda Velké Británie
- James Edward Cecil, 4. markýz ze Salisbury (1861–1947), konzervativní politik a předseda Sněmovny lordů
- Robert Cecil, vikomt Chelwood (1864–1958), prezident Společnosti národů a nositel Nobelovy ceny míru
- Robert Cecil, 5. markýz ze Salisbury (1893–1972), konzervativní politik a předseda Sněmovny lordů
- David Cecil, 6. markýz z Exeteru (1905–1981), atlet, držitel zlaté medaile z LOH 1928